# Церква Різдва Христового (Большинка)
Церква Різдва Христового — православний храм у слободі Большинка Тарасовського району Ростовської області Російської Федерації. Шахтинська і Міллеровська єпархія, Тарасовське благочиння Московського патріархату Російської православної церкви.
Адреса храму: Росія, Ростовська область, Тарасовський район, слобода Большинка.

## Історія
У 1789 році в слободі Большинській побудована дерев'яна церква в ім'я Різдва Божої Матері. При церкві була дерев'яна дзвіниця. До середини ХІХ століття вона занепала, у слободі будували новий храм. На кошти вдови полковника Євдокії Якимівни та підполковника Миколи Степанова Єфремових в 1857 році зведено нову будівлю церкви. Все майно старої церкви парафіяни перенесли в нову. 14 березня 1862 року, за указом Донської консисторії, на прохання парафіян і військового старшини Олександра Єфремова, стара церква відкрита для проведення богослужінь. 1 листопада 1884 року стара дерев'яна церква згоріла.
Побудована у 1957 році цегляна церква була покрита листовим залізом, мала дзвіницю. Навколо церкви була цегляна огорожа. Престол у церкві був в ім'я Різдва Христового.
На початку тридцятих років храм зачинили, з нього зняли куполи, хрест, дзвони. Залишилася невелика караулка, яку в 50-ті роки ХХ також закрито.
У роки Другої світової війни, 12 липня 1942 року Большинка піддалася бомбардуванню, у храм влучили осколки снарядів. Вибоїни, що видно дотепер на стінах храму, є слідами від осколків часів війни.
Після війни в храмі облаштовано склад для зберігання зерна, борошна та іншої сільськогосподарської продукції. Пізніше в храмі зберігали отрутохімікати й добрива.
З благословення митрополита Ростовського і Новочеркаського Меркурія на початку ХХІ століття прийнято рішення про відновлення храму. Для початку проведена дезактивація ґрунту, храм очищено від сміття. На початку 2014 року в храмі почалася реставрація.
У слободі ж до 2006 року побудований і освячений новий Христорождественський храм. Незабаром нова церква стала називатися церквою Різдва Пресвятої Богородиці, оскільки освячена 21 вересня 2006 року в день Різдва Пресвятої Богородиці.

## Священнослужителі
- Нікольський Іван (1853);
- Діонісьєв Василь Іванович (1855—1861);
- Попов Андрій Федорович (до 1861 р.);
- Кашменський Василь Дмитрович (з 1893 р.);
- Дяків Іван Миколайович (з 1907 р.);
- Попов Стратонік Олексійович (1911 р.)[1].